# Kurfürstenstraße (München)
Die Kurfürstenstraße ist eine ca. 700 Meter lange Straße in den Münchner Stadtteilen Schwabing und Maxvorstadt. Sie führt von der Adalbertstraße nach Norden zum Kurfürstenplatz. Mit den Hausnummern 4, 7, 16, 18–20, 22, 28–31, 34, 45, 49 und 53 liegen insgesamt 15 Baudenkmäler an der Kurfürstenstraße.

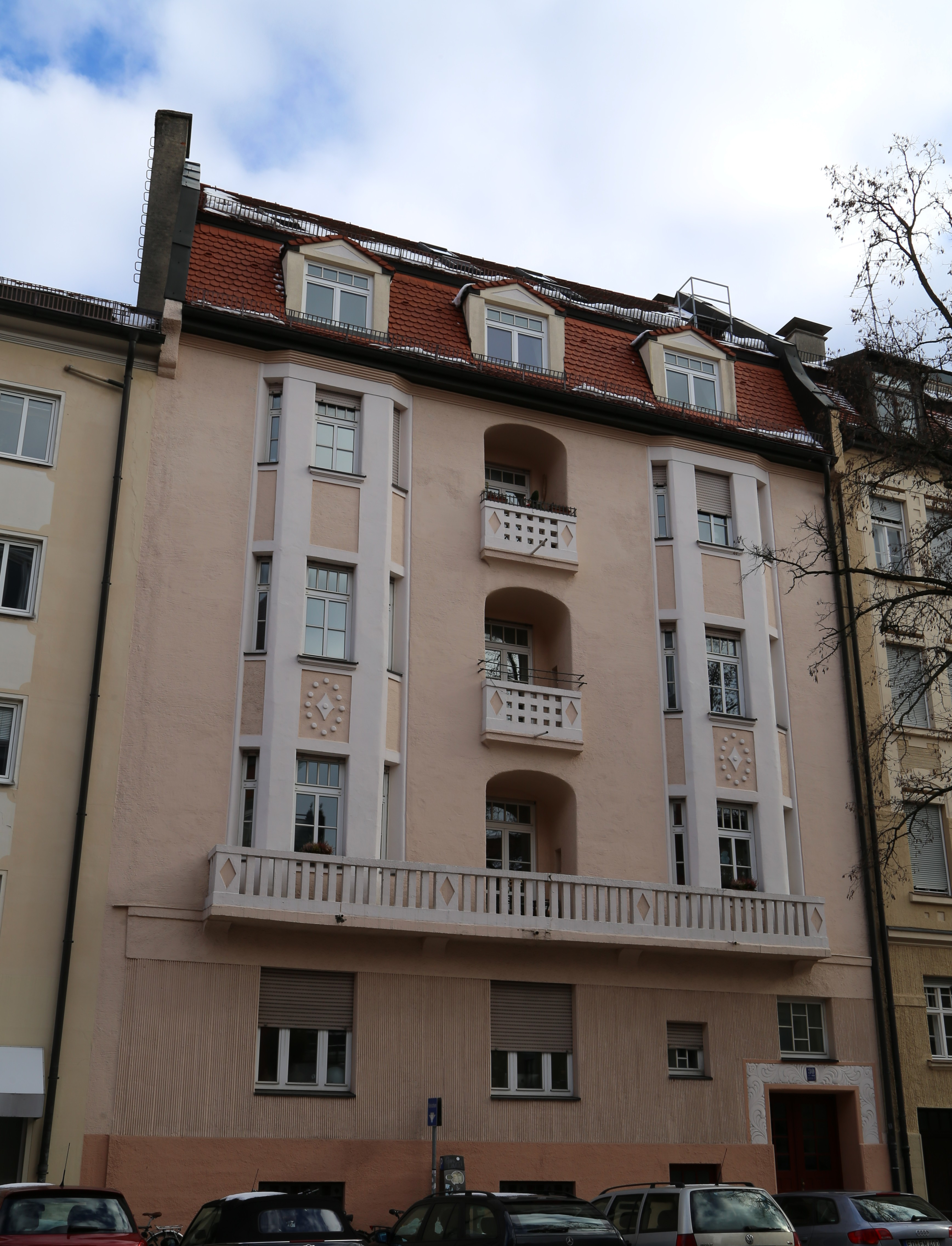
Baudenkmal Kurfürstenstraße 30: 1911 erbaut von Heinrich Stengel und Paul Hofer in Formen des späten Jugendstils

## Geschichte
Der ursprüngliche Verlauf der Straße entspricht dem des mittleren Abschnitts des Türkengrabens, einer geplanten künstlichen Wasserverbindung, mit dem die Münchner Residenz mit dem Kanalnetz der Schlösser Nymphenburg, Schleißheim und Dachau verbunden werden sollte.
Sie wurde 1915 (ebenso wie der Kurfürstenplatz) nach dem Kurfürsten Maximilian II. Emanuel benannt.

## Bekannte Anlieger
In der Zeit der Weimarer Republik hatte die nationalrevolutionäre Zeitschrift Arminius ihren Sitz in der Kurfürstenstraße.
1972 eröffnete hier der damalige Gelegenheitsschauspieler Michael Cromer seinen Frisiersalon Modern Coiffeur München. Er ist der Ursprung der Marke Modern Creation München.
Mit dem TheaterRaum München ist in der Nr. 8 eine staatlich anerkannte Berufsfachschule für Schauspiel und Regie ansässig. Ebenso ist dort das Privattheater theater … und so fort zu finden.